# Trận Jena
Trận Jena hay còn gọi là Trận Jena-Auerstedt là một trận đánh giữa Napoleon I của Pháp với một lực lượng quân đội Phổ do Karl Wilhelm Ferdinand chỉ huy.
Quân đội Phổ phải chịu một thất bại nặng nề trước quân đội Pháp do Napoleon Bonaparte chỉ huy. Cuộc xung đột này xảy ra vào ngày 14 tháng 10 năm 1806 với quân chủ lực Phổ - Sachsen chính tại Jena. Napoléon đã đánh tan nát liên quân Phổ - Sachsen. Thống chế Louis Nicolas Davout của Pháp với quân đội của mình đã đánh bại quân đội Phổ mặc dù với số quân ít hơn và quân của ông cũng bị thiệt hại nặng nề. Quân Phổ gần như là bị tận diệt, nhiều binh lính phải bỏ chạy, đào ngũ hoặc là đầu hàng. Cặp chiến bại này đã lăng nhục Vương quốc Phổ, trong khi Quân đội Phổ thì bị suy nhược và sụp đổ.
Với hai thảm bại này, thực chất nước Phổ không còn sức kháng cự trước Napoléon I nữa. Để phản ứng lại thắng lợi của Napoléon I tại Jena, chủ nghĩa yêu nước Đức sục sôi lên cao, với khát vọng nhất thống dân tộc.